# Бирзешть (Вилча)
Бирзешть, Бирзешті (рум. Bârzești) — село у повіті Вилча в Румунії. Входить до складу комуни Бербетешть.
Село розташоване на відстані 174 км на північний захід від Бухареста, 20 км на захід від Римніку-Вилчі, 92 км на північ від Крайови, 130 км на південний захід від Брашова.

## Населення
За даними перепису населення 2002 року у селі проживали 436 осіб. Усі жителі села рідною мовою назвали румунську.
Національний склад населення села:
| Національність | Кількість осіб | Відсоток |
| -------------- | -------------- | -------- |
| румуни         | 415            | 95,2%    |
| цигани         | 21             | 4,8%     |